# Joey Jones
Pour les articles homonymes, voir Jones.
Joey Jones, né le 4 mars 1955 à Llandudno (Pays de Galles) et mort le 22 juillet 2025, est un footballeur gallois, qui évolue entre 1973 et 1992 au poste de défenseur à Liverpool et en équipe du pays de Galles.
Jones marque un but lors de ses soixante-douze sélections avec l'équipe du pays de Galles entre 1976 et 1986.

## Carrière
- 1973-1975 : Wrexham
- 1975-1978 : Liverpool
- 1978-1982 : Wrexham
- 1982-1985 : Chelsea
- 1985-1987 : Huddersfield Town
- 1987-1992 : Wrexham

## Palmarès

### En équipe nationale
- 72 sélections et 1 but avec l'équipe du pays de Galles entre 1976 et 1986.

### Avec Wrexham
- Vainqueur de la Coupe du Pays de Galles de football en 1975.

### Avec Liverpool
- Vainqueur de la Coupe d'Europe des Clubs Champions en 1977 et 1978.
- Vainqueur de la Coupe UEFA en 1976.
- Vainqueur de la Supercoupe d'Europe en 1977
- Champion d'Angleterre en 1977
- Vainqueur de la FA Cup en 1977

### Avec Chelsea
- Vainqueur du Championnat d'Angleterre de football D2 en 1984.